# Roberto Marinho
Roberto Pisani Marinho (né le 3 décembre 1904 à Rio de Janeiro et décédé le 6 août 2003 dans le même lieu) est un journaliste et homme d'affaires brésilien.

## Biographie
Héritier d'Irineu Marinho, il possède le Grupo Globo entre 1925 et 2003, et est l'un des hommes les plus puissants et les plus influents du pays au XXe siècle,. Son esprit d'entreprise conduit à la création de l'un des plus grands empires de communication de la planète et fait de lui l'un des hommes les plus riches du monde à plusieurs reprises. Sa famille étant liée au journalisme, il hérite très jeune du journal O Globo, fondé par son père Irineu Marinho en 1925. Il commence à former le conglomérat médiatique, appelé plus tard Organizações Globo - actuellement Grupo Globo, depuis 2014 - avec l'inauguration de Rádio Globo en 1944, et la première concession de télévision publique à Rio de Janeiro en 1957.
Le 26 avril 1965, il inaugure TV Globo à Rio de Janeiro, qui devient le plus grand réseau de télévision brésilien avec une structure de 9 600 employés, 5 stations, 117 filiales et une couverture de 98 % du pays. Il a également travaillé en tant que journaliste et chroniqueur.
Outre son travail de journaliste et d'homme d'affaires, Marinho promet des projets de responsabilité sociale par l'intermédiaire de ses sociétés Globo, tels que Ajude uma Criança a Estudar, Criança Esperança, Quem Lê Jornal Sabe Mais, Projeto Aquarius, Amigos da Escola et Ação Global.

## Hommages
En 1983, il reçoit l'Emmy Award de la personnalité télévisuelle de l'année, décerné par l'Académie nationale de la télévision, des arts et des sciences des États-Unis,.
L'exposition itinérante de bustes géants de l'artiste Gilmar Pinna, Retratos da Vida, compte Roberto Marinho parmi ses œuvres. L'une des expositions, permanente celle-là, se trouve au Palácio das Artes à Praia Grande.
Sous le gouvernement de Juscelino Kubitschek, Roberto Marinho est chancelier et grand-croix de l'Ordre national du mérite.